# 西奧多·梅耶
西奧多‧梅耶（德語：Theodor Meyer，1882年7月1日—1972年3月8日）是一位德國數學家、物理學家，路德维希·普朗特的學生，和可壓縮流理論的建立者。

## 生平介紹
梅耶在青年時期，便開始學習數學和物理學，並且很幸運地有機會向這些領域裡最頂尖的科學家們學習，包括大衛·希爾伯特、卡爾·龍格、赫爾曼·閔可夫斯基，以及路德维希·普朗特。其中梅耶和普朗特成為了很好的搭檔，普朗特對流體力學的直覺以及實驗創造了傳奇，而梅耶強大的數學天分則讓普朗特的研究更上一層樓。
在二十世紀初期，梅耶在哥廷根大學接受普朗特的指導，研究超音速氣流理論以及一個全新的領域，也就是現在所說的可壓縮流。具體來說，梅耶發展出了一個理論，有關於超音速氣體如何經由斜激波突然減慢速度，以及如何經由現在所說的普朗特－邁耶膨脹扇順利地加速。最初是普朗特藉由纹影法來捕捉上述氣體流動的畫面， 接著梅耶才在他的博士論文中提出了理論。 因此現在取名為普朗特－邁耶函數和普朗特－邁耶膨脹扇。
我們現在聽到普朗特和梅耶總會聯想到擴張扇以及在高速氣流中的縱波，但卻遺忘了他們對斜激波研究的重要貢獻。現在關於可壓縮流的教科書皆只簡單介紹了斜激波卻沒有解釋原因。最後一本有好好地闡述普朗特和梅耶的斜激波理論的教科書，已經是在西元1947年，也就是七十幾年前了。儘管如此，西奧多·梅耶在1908年發表的博士論文可以說是對整個流體力學最具有影響力的貢獻之一。
直到現在，人們對於梅耶在1908年結束博士研究後的生活仍一無所知。我們目前知道他在第一次世界大戰中擔任德國步兵的初階軍官，並在戰爭期間的一場壕溝戰中受傷，但也因此結識了化學武器之父，同時也是諾貝爾獎得主的弗里茨·哈伯。
戰後，梅耶試圖尋找在理論物理學界的就業機會，但在德國經濟大蕭條的時期下實在過於困難，普朗特的經濟能力也無法雇用他，但梅耶仍替普朗特想建造的超音速風洞設計了拉伐爾噴管。而當時普朗特尋求德國軍方的贊助來建造這個先進的空氣動力學測試裝置，但他並沒有成功。
後來，梅耶成為一位工程師以及高中的物理和數學老師。當他在1972年逝世時，享年將近九十歲。然而他在德國巴特貝文森的家人們以及鄰居們，沒有人知道他和普朗特在可壓縮流擔任重要的創始者。